# Antonio Summerton
Antonio Summerton (* 27. August 1980; † 29. Dezember 2007 in Roodepoort) war ein südafrikanischer Schauspieler und Fernsehmoderator.

## Schauspiel- und Fernsehkarriere
Summerton schloss sich der New Africa Theatre Association an, danach studierte er Theater an der Universität Stellenbosch. Seine erste populäre Rolle kam von 2000 bis 2002 durch die Serie Backstage. 2004 spielte er die Rolle 'Duncan' in der kykNET-Serie Villa Rosa. Im selben Jahr machte er eine Gastrolle als "Rick" in der Soap 7de Laan. Er trat auch in den internationalen Filmen Human Cargo und Red Dust auf. Dann schloss er sich den Filmen Lullaby und Starship Troopers 3: Marauder an. Von 2006 bis 2007 war er regelmäßig in der Seifenoper Binnelanders zu sehen, wo er die Rolle des 'Brendan George' spielte. Im Fernsehen bekannt wurde er u. a. durch die Rolle in der ZDF-Serie "Kap der Guten Hoffnung", die im deutschen Fernsehen 1998 ausgestrahlt wurde.
Neben der Schauspielerei war er auch ein Fernsehmoderator, der die Show Selekta auf dem Go-Kanal von DStv moderierte. Im August 2007 arbeitete er als Moderator der Reality-Stripping-Show Stripteaze, die am 1. September 2007 Premiere hatte und auf dem ActionX-Kanal ausgestrahlt wurde. Seine letzte Rolle als Schauspieler spielte er in der Miniserie Noahs Arche, die von Juli bis August 2008 ausgestrahlt wurde und in der er die Titelrolle spielte.

## Tod
Am 29. Dezember 2007 verlor der damals 27-jährige bei einer Fahrt in Roodepoort die Kontrolle über sein Motorrad und prallte gegen einen Lichtmast, wenige Meter von seinem Wohnblock entfernt. Er starb noch am Unfallort. Das Motorrad hatte Summerton erst einem Monat zuvor gekauft, nachdem er in der Nähe mit seiner BMW bereits einen Totalschaden verursacht hatte.

## Filmbiografie
- Die Wüstenrose, Rolle als Zeitungsjunge
- Human Cargo, Rolle des Rebell Leader
- Starship Troopers 3: Marauder, Rolle des Sgt. M. Hightower
- Binnelanders, Rolle des Brendan George

## Fernsehserien
- Kap der Guten Hoffnung
- 7de Laan, erste Staffel, Rolle des Rick
- Backstage, erste Staffel, Rolle des Jason
- Noah's Ark, erste Staffel, Rolle des Noah Crawfordoffnung